# Love in the Milky Way
Love in the Milky Way è l'album di debutto della cantante svedese Sarah Klang, pubblicato il 9 febbraio 2018 su etichetta discografica Pangur Records.

## Tracce
CD, download digitale
1. Milky Way – 2:40
2. Left Me on Fire – 4:12
3. Strangers – 3:52
4. Rock n Roll Blues – 3:47
5. Lover – 3:14
6. When You Walk – 3:01
7. Blue Bird – 3:38
8. Vile – 3:18
9. Mind – 4:10
10. Demons – 4:14

## Classifiche
| Classifica (2018) | Posizione massima |
| ----------------- | ----------------- |
| Svezia            | 1                 |